# Cidariplura modesta
Cidariplura modesta är en fjärilsart som beskrevs av John Henry Leech 1900. Cidariplura modesta ingår i släktet Cidariplura och familjen nattflyn. Inga underarter finns listade i Catalogue of Life.